# Césped artificial

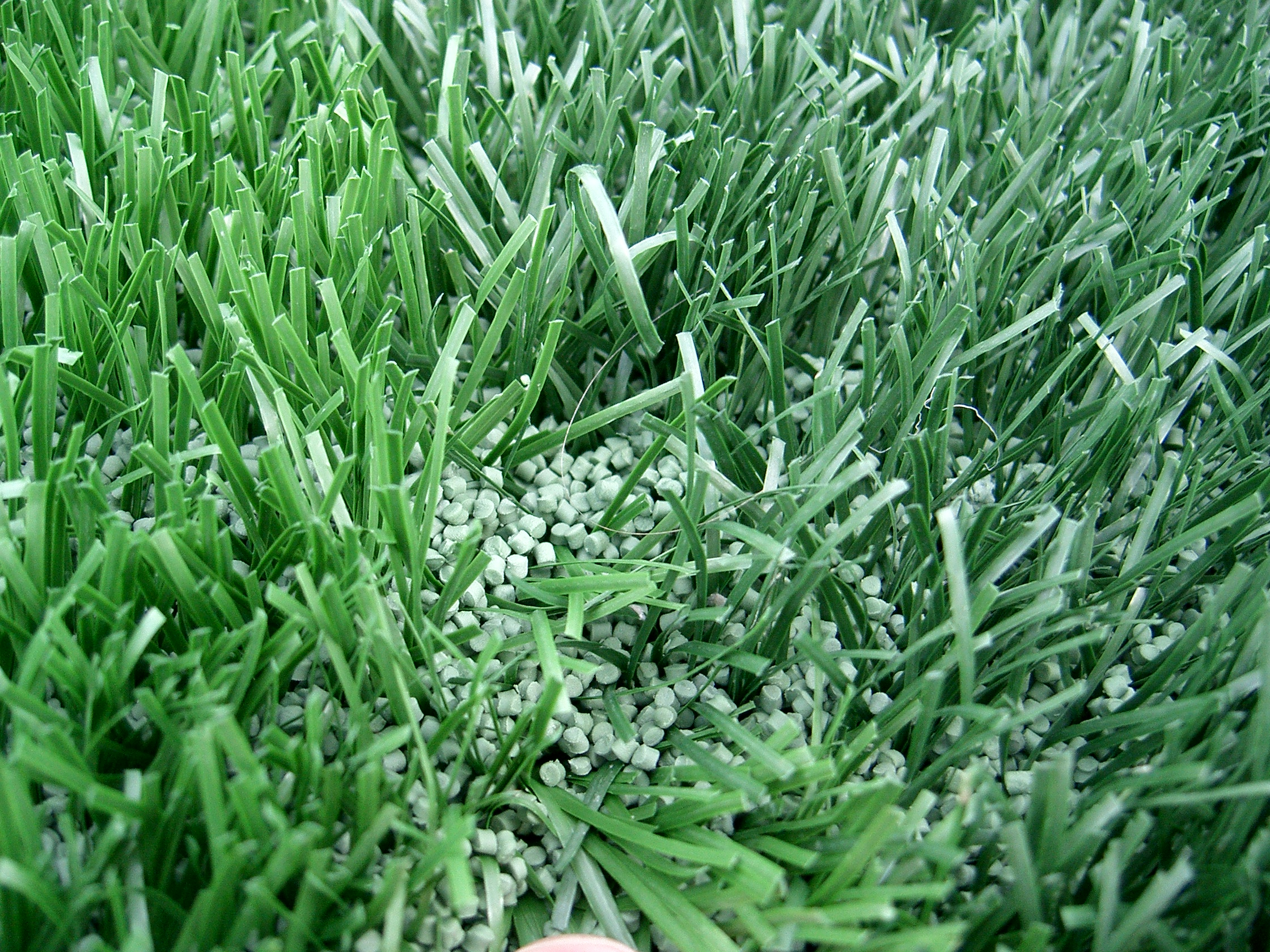
Césped artificial moderno

El césped artificial es una superficie de fibras sintéticas que parece césped natural. Se usa con mayor frecuencia en estadios para deportes que originalmente se jugaban o se juegan sobre césped. Sin embargo, ahora se está utilizando en céspedes residenciales y también en aplicaciones comerciales. La razón principal es el mantenimiento: el césped artificial resiste un uso intensivo, como en los deportes, y no requiere riego ni recorte. Los estadios abovedados, cubiertos y parcialmente cubiertos pueden requerir césped artificial debido a la dificultad de obtener suficiente luz solar del césped para mantenerse saludable. Sin embargo, el césped artificial tiene sus desventajas: vida limitada, requisitos de limpieza periódica, uso de petróleo, químicos tóxicos del relleno y mayores problemas de salud y seguridad.
El césped artificial ganó una atención sustancial por primera vez en 1966, cuando se instaló en el Astrodome, teniendo el estadio en ese entonces un año de existencia. El producto específico utilizado fue "ChemGrass", desarrollado por Monsanto y rebautizado como AstroTurf; este término desde entonces se convirtió en una marca genérica para cualquier césped artificial a lo largo de finales del siglo XX. AstroTurf sigue siendo una marca registrada, pero ya no es propiedad de Monsanto.
Los sistemas de césped de primera generación (es decir, fibras de pelo corto sin relleno) de la década de 1960 han sido reemplazados en gran medida por los sistemas de césped de segunda y tercera generación. Los sistemas de césped sintético de segunda generación cuentan con fibras más largas y rellenos de arena, y los sistemas de tercera generación, que son los más utilizados en la actualidad, ofrecen rellenos que son mezclas de arena y gránulos de caucho reciclado o "miga de caucho".

## Historia
David Chaney, quien se mudó a Raleigh, Carolina del Norte, en 1960 y luego se desempeñó como Decano de la Facultad de Textiles de la Universidad Estatal de Carolina del Norte, encabezó el equipo de investigadores de Research Triangle Park que crearon el primer césped artificial notable. Ese logro llevó a Sports Illustrated a declarar a Chaney como el hombre "responsable del béisbol de Grandes Ligas bajo techo y de millones de colchonetas de bienvenida".
El césped artificial se instaló por primera vez en 1964 en un área de recreación en la Escuela Moses Brown en Providence, Rhode Island. El material se hizo público en 1966, cuando AstroTurf se instaló en el Astrodome en Houston, Texas. El estadio cubierto de última generación había intentado utilizar césped natural durante su temporada inicial en 1965, pero esto fracasó estrepitosamente y las condiciones del campo fueron muy inadecuadas durante la segunda mitad de la temporada, con el césped muerto pintado de verde. Debido a un suministro limitado del nuevo césped artificial, solo se instaló el infield antes del primer partido en casa de los Houston Astros en abril de 1966; el jardín se instaló a principios del verano durante un viaje extendido por carretera de los Astros y se utilizó por primera vez después del All-Star Break en julio.
El uso de AstroTurf y superficies similares se generalizó en los EE. UU. Y Canadá a principios de la década de 1970, instalado en estadios interiores y exteriores utilizados para béisbol y fútbol. Se han instalado más de 11.000 campos de juego de césped artificial a nivel nacional. Más de 1200 se instalaron en los EE. UU. Solo en 2013, según el grupo industrial Synthetic Turf Council.
Mantener una superficie de juego de césped en el interior, aunque técnicamente es posible, es prohibitivamente caro. Los equipos que optaron por jugar en superficies artificiales al aire libre lo hicieron debido al costo reducido de mantenimiento, especialmente en climas más fríos con estadios urbanos multiusos como el Riverfront Stadium de Cincinnati, el Three Rivers Stadium de Pittsburgh y el Veterans Stadium de Filadelfia.

## Aplicaciones deportivas

### Béisbol
El césped artificial se utilizó por primera vez en las Ligas Mayores de Béisbol en el Astrodome de Houston en 1966, reemplazando al campo de césped utilizado cuando se inauguró el estadio un año antes. Aunque el césped fue criado específicamente para uso en interiores, los paneles semitransparentes del techo Lucite de la cúpula, que habían sido pintados de blanco para reducir el resplandor que molestaba a los jugadores, no pasaban suficiente luz solar para soportar el césped. Durante la mayor parte de la temporada de 1965, los Astros jugaron sobre tierra pintada de verde y hierba muerta.
La solución fue instalar un nuevo tipo de césped artificial sintético en el campo, ChemGrass, el cual llegó a ser conocido como AstroTurf. Debido a que la oferta de AstroTurf todavía era baja, solo una cantidad limitada estaba disponible para el primer juego en casa. No había suficiente para todo el campo, pero había suficiente para cubrir la porción de césped tradicional del campo. El campo siguió siendo tierra pintada hasta después del All-Star Break. El equipo fue enviado a un largo viaje por carretera antes del descanso, y el 19 de julio de 1966, se completó la instalación de la parte de campo de AstroTurf, haciendo que todo el campo se cubriera con AstroTurf.
Los Medias Blancas de Chicago se convirtieron en el primer equipo en instalar césped artificial en un estadio al aire libre, ya que lo utilizaron en el campo de juego y en el territorio de juego sucio adyacente en Comiskey Park desde 1969 hasta 1975. Posteriormente, se instaló césped artificial en otros estadios multiusos nuevos, como el estadio Three Rivers de Pittsburgh, el estadio Veterans de Filadelfia y el estadio Riverfront de Cincinnati. Los primeros campos de béisbol AstroTurf usaban el camino tradicional de tierra, pero a principios de la década de 1970, los equipos comenzaron a usar el diseño de "recorte de la base" en el diamante, con la única suciedad en el montículo del lanzador, el círculo de bateadores, y en una "caja deslizante" alrededor de cada base. Con este diseño, un arco pintado indicaría dónde estaría normalmente el borde del césped del campo, para ayudar a los jardineros a posicionarse adecuadamente. El último estadio de la MLB en utilizar esta configuración fue el Rogers Centre de Toronto, cuando se cambió a un campo cubierto de tierra (pero manteniendo el césped artificial) después de la temporada 2015.
La mayor diferencia en el juego en césped artificial fue que el balón rebotó más alto que en el césped real y también viajó más rápido, lo que hizo que los jardineros jugaran más atrás de lo que lo harían normalmente, de modo que tuvieran tiempo suficiente para reaccionar. La pelota también tenía un rebote más verdadero que en el césped para que en tiros largos los jardineros pudieran hacer rebotar deliberadamente la pelota frente al jugador al que estaban lanzando, con la certeza de que se movería en línea recta y no sería desviada a la derecha o a la izquierda. Sin embargo, el mayor impacto en el juego del "césped", como vino a llamarse, fue en los cuerpos de los jugadores. La superficie artificial, que generalmente se colocaba sobre una base de concreto, tenía mucho menos que un campo de tierra y césped tradicional, lo que causaba más desgaste en las rodillas, tobillos, pies y en la parte baja de la espalda, posiblemente incluso acortando las carreras de aquellos jugadores que jugaban una porción significativa de sus juegos sobre superficies artificiales. Los jugadores también se quejaron de que el césped artificial estaba mucho más caliente que el césped, a veces causando que los clavos de metal quemaran sus pies o que los de plástico se derritieran. Estos factores finalmente provocaron que varios estadios, como el Kansas City Royals'Kauffman Stadium, pasaran del césped artificial al césped natural.
En el año 2000, Tropicana Field se convirtió en el primer campo de MLB en utilizar una superficie artificial de tercera generación, FieldTurf. Todos los demás estadios de césped artificial restantes se convirtieron en superficies de tercera generación o se sustituyeron completamente por nuevos estadios de césped natural. En tan solo 13 años, entre 1992 y 2005, la Liga Nacional pasó de tener la mitad de sus equipos utilizando césped artificial a jugar en césped natural. Con la sustitución del Hubert H. Humphrey Metrodome de Minneapolis por Target Field en 2010, solo dos estadios de la MLB siguen utilizando césped artificial: el Tropicana Field y el Rogers Centre de Toronto.

### Fútbol americano y canadiense
El primer equipo profesional de fútbol americano que jugó sobre césped artificial fue el entonces Houston Oilers (ahora Titans de Tennessee), entonces parte de la Liga Americana de Fútbol, que se mudó al Astrodome en 1968, que había instalado AstroTurf dos años antes. En 1969, Franklin Field, el estadio de la Universidad de Pensilvania en Filadelfia, cambió de césped a césped artificial (como el Astrodome, cambiaron a AstroTurf). También sede de los Philadelphia Eagles, fue el primer estadio de la Liga Nacional de Fútbol en utilizar césped artificial.
En el 2002, CenturyLink Field, originalmente planeado para tener un campo de césped natural, fue en cambio revestido con FieldTurf por la reacción positiva de los Seattle Seahawks cuando jugaron en la superficie en su casa temporal de Husky Stadium durante las temporadas 2000 y 2001. Esta sería la primera de una tendencia en toda la liga que no solo resultaría en que los equipos que ya utilizan superficies artificiales para sus campos se cambiaran al nuevo FieldTurf u otras superficies similares, sino que también verían a varios equipos que juegan en el césped adoptar una nueva superficie. (El Indianapolis Colts' RCA Dome y el St. Louis Rams' Edward Jones Dome fueron los dos últimos estadios de la NFL en reemplazar sus superficies AstroTurf de primera generación por otras de nueva generación después de la temporada 2004). Por ejemplo, después de un experimento de tres años con una superficie natural, Giants Stadium fue a FieldTurf para el 2003, mientras que M&T Bank Stadium agregó su propia superficie artificial el mismo año (desde entonces ha sido removida y reemplazada por una superficie natural, que el estadio tenía antes de instalar el césped). Ejemplos posteriores incluyen el Estadio Paul Brown, que pasó de césped a césped en 2004; el Estadio Gillette, que hizo el cambio en 2006; y el Estadio NRG, que lo hizo en 2015. Hoy en día, trece campos de la NFL (de 31) son artificiales.
Ocho de los nueve estadios de la Liga Canadiense de Fútbol utilizan actualmente césped artificial. El único que no lo hace es el BMO Field de Toronto, que inicialmente contaba con un campo de césped artificial y que los argonautas de la CFL de Toronto comparten desde 2016 (sin embargo, parte de las zonas finales de ese estadio están cubiertas con césped artificial). El primer estadio que utilizó la superficie de la próxima generación fue el Frank Clair Stadium de Ottawa (ahora TD Place Stadium), que los Renegades de Ottawa utilizaron cuando comenzaron a jugar en 2002. El último estadio que reemplazó su primera generación de superficie artificial por una nueva fue el Saskatchewan Roughriders' Taylor Field, que lo reemplazó en 2007.
La XFL, en su única temporada de funcionamiento en 2001, obligó a todos sus equipos a jugar en estadios con superficies de césped natural. La jugada, realizada en parte para reducir las lesiones, fue también una estratagema para dar a la liga un atractivo más auténtico y "boca de chorlito". Sin embargo, la liga también programó todos sus partidos para el invierno, cuando el césped no suele crecer tan bien en el norte de Estados Unidos; los campos de los Hitmen de Nueva York/Nueva Jersey y los de los Chicago Enforcers se vieron visiblemente dañados por los fuertes desniveles al final de su única temporada.
Los jugadores de la NFL prefieren abrumadoramente el césped natural a las superficies sintéticas, según una encuesta de la liga realizada en 2010. Cuando se le pregunta: "¿Qué superficie cree usted que es más probable que acorte su carrera?" El 90% respondió césped artificial.

### Hockey sobre césped
La introducción de las superficies sintéticas ha cambiado significativamente el deporte del hockey sobre césped. Desde su introducción en la década de 1970, las competiciones en los países occidentales se juegan en su mayoría sobre superficies artificiales. Esto ha aumentado la velocidad del juego considerablemente y cambiado la forma de los palos de hockey para permitir diferentes técnicas, tales como la captura de palo de reversa y el bateo.
El césped artificial de hockey sobre césped se diferencia del césped artificial para otros deportes en que no intenta reproducir un "tacto" de hierba, ya que está hecho de fibras más cortas. Esta estructura de fibra más corta permite mantener la mejora de la velocidad que aportaban los céspedes artificiales anteriores. Este desarrollo en el juego, sin embargo, es problemático para muchas comunidades locales que a menudo no pueden permitirse el lujo de construir dos campos artificiales: uno para el hockey sobre césped y otro para otros deportes. La Federación Internacional de Hockey y los fabricantes están impulsando la investigación para producir nuevos campos que sean adecuados para una variedad de deportes.
El uso de césped artificial junto con los cambios en las reglas del juego (por ejemplo, la eliminación del fuera de juego, la introducción de sustitutos rodantes y el pase automático, y la interpretación de la obstrucción) han contribuido significativamente a cambiar la naturaleza del juego, aumentando enormemente la velocidad y la intensidad del juego, así como imponiendo mayores exigencias al acondicionamiento de los jugadores.

### Fútbol[1]
Algunos clubes de fútbol de Europa instalaron superficies sintéticas en la década de 1980, que en países como Inglaterra se denominaban "campos de fútbol de plástico" (a menudo de forma burlona). Allí, varios clubes profesionales los habían adoptado: Loftus Road de QPR, Kenilworth Road de Luton Town, Boundary Park del Oldham Athletic y Deepdale de Preston. QPR había sido el primer equipo en instalar un campo de césped artificial en su estadio en 1981, pero fue el primero en retirarlo cuando lo hizo en 1988. El último equipo de la Liga de Fútbol en tener un campo artificial en Inglaterra fue el Preston North End, que lo retiró en 1994 después de ocho años de uso.
El césped se ganó una mala reputación a ambos lados del Atlántico con los aficionados y especialmente con los jugadores. Los primeros AstroTurfs eran una superficie mucho más dura que el césped y pronto se conoció como una superficie de juego implacable que era propensa a causar más lesiones, y en particular, lesiones articulares más graves, que las que se sufrirían comparativamente en una superficie de césped. Este césped también fue considerado estéticamente poco atractivo para muchos aficionados.
En 1981, el club de fútbol londinense Queens Park Rangers desenterró su campo de césped e instaló uno artificial. Otros le siguieron, y a mediados de la década de 1980 había cuatro superficies artificiales en funcionamiento en la liga inglesa. Pronto se convirtieron en un chiste nacional: la pelota daba vueltas como si estuviera hecha de goma, los jugadores seguían perdiendo el equilibrio, y cualquiera que se caía se arriesgaba a quemarse la alfombra. Como era de esperar, los aficionados se quejaron de que el fútbol era horrible de ver y, uno a uno, los clubes volvieron al césped natural.
En la década de 1990, muchos clubes de fútbol norteamericanos también retiraron sus superficies artificiales y reinstalaron el césped, mientras que otros se mudaron a nuevos estadios con superficies de césped de última generación diseñadas para resistir temperaturas frías donde el clima lo exigía. Más tarde, la FIFA, la UEFA y muchas asociaciones de fútbol nacionales prohibieron el uso de césped artificial, aunque, en los últimos años, ambos órganos rectores han expresado un renovado interés en el uso de superficies artificiales en competición, siempre que sean recomendadas por la FIFA. La UEFA ha estado muy implicada en programas de pruebas de césped artificial, con pruebas realizadas en varios terrenos que cuentan con la aprobación de la FIFA. Un equipo de la UEFA, la FIFA y la empresa alemana Polytan realizaron pruebas en el Estadio Salzburgo Wals-Siezenheim de Salzburgo, Austria, en las que se disputaron partidos de la UEFA Euro 2008. Se trata del segundo césped artificial aprobado por FIFA 2 Star en una liga nacional europea, después de que el club holandés Heracles Almelo recibiera el certificado de la FIFA en agosto de 2005[10].
La FIFA lanzó originalmente su Concepto de Calidad FIFA en febrero de 2001. La UEFA anunció que a partir de la temporada 2005-06 se permitirían las superficies artificiales aprobadas en sus competiciones.
El 17 de octubre de 2007 se disputó un partido internacional completo para el Campeonato de Europa de 2008 entre Inglaterra y Rusia sobre una superficie artificial, que se instaló para contrarrestar las condiciones meteorológicas adversas, en el Estadio Luzhniki de Moscú. Fue uno de los primeros partidos internacionales completos que se disputaron en una superficie así aprobada tanto por la FIFA como por la UEFA. Sin embargo, la UEFA ordenó que la final de la Liga de Campeones de Europa de 2008, celebrada en el mismo estadio en mayo de 2008, se celebrara sobre hierba, por lo que se instaló un campo de césped natural temporal solo para la final.
La UEFA subrayó que el césped artificial solo debe considerarse una opción cuando las condiciones climáticas lo requieran. Un producto Desso "hybrid grass" incorpora tanto césped natural como elementos artificiales.
En junio de 2009, tras un partido disputado en el Estadio Ricardo Saprissa de Costa Rica, el seleccionador de Estados Unidos, Bob Bradley, pidió a la FIFA que "tuviera un poco de valor" y prohibiera las superficies artificiales.
La FIFA designó un sistema estrella para los campos de césped artificial que han sido sometidos a una serie de pruebas que examinan la calidad y el rendimiento basándose en un sistema de dos estrellas. Los campos de dos estrellas recomendados pueden utilizarse para las competiciones de la ronda final de la FIFA, así como para los partidos de la UEFA Europa League y la Champions League. Actualmente hay 130 instalaciones de 2 estrellas recomendadas por la FIFA en el mundo.
En 2009, la FIFA lanzó la Iniciativa del Productor Preferido para mejorar la calidad del césped artificial de fútbol en cada etapa del ciclo de vida (fabricación, instalación y mantenimiento). En la actualidad, la FIFA ha seleccionado a cinco fabricantes: Act Global, Limonta, Desso, GreenFields y Edel Grass. Estas empresas han ofrecido garantías de calidad directamente a la FIFA y han acordado aumentar la investigación y el desarrollo.
En 2010, el Estadio Omnilife con césped artificial abrió sus puertas en Guadalajara para ser la nueva sede de Chivas, uno de los equipos más populares de México. El propietario de Chivas, Jorge Vergara, defendió el razonamiento de utilizar césped artificial porque el estadio fue diseñado para ser "respetuoso con el medio ambiente y, como tal, tener césped supondría consumir demasiada agua". Sin embargo, los jugadores criticaron duramente el campo, diciendo que causó muchas lesiones como resultado de la superficie más dura. Cuando Johan Cruyff se convirtió en el asesor del equipo, recomendó el cambio al césped natural, lo que el equipo hizo en 2012.
En noviembre de 2011, se informó de que varios clubes de fútbol ingleses estaban interesados en volver a utilizar campos de césped artificial por motivos económicos. A partir de octubre de 2016, los campos artificiales no están permitidos en la Premier League ni en la Football League, pero sí en la National League y en las divisiones inferiores. El club de fútbol inglés más destacado que actualmente utiliza campos artificiales de tercera generación es el Maidstone United, cuyo campo 2-Star se construyó junto con el nuevo estadio Gallagher en julio de 2012. Los campos artificiales también están permitidos en todas las rondas de la competición de la FA Cup. El Sutton United uso un campo de césped artificial de calidad FIFA 2-Star, que se instaló en Gander Green Lane en agosto de 2015, pero fue removido en 2021, ya que el equipo ascendió a la football league y en esa asociación prohíbe los estadios de césped artificial.

### Rugby
El rugby también utiliza superficies artificiales a nivel profesional. Los campos de relleno son utilizados por los equipos ingleses de Aviva Premiership Saracens F.C., Newcastle Falcons y Worcester Warriors, así como por los equipos Pro14 Cardiff Blues y Glasgow Warriors. Algunos campos, incluyendo el Twickenham Stadium, han incorporado un campo híbrido, con césped y fibras sintéticas utilizadas en la superficie. Esto permite que el campo sea mucho más resistente, haciéndolo menos susceptible a las condiciones climáticas y al uso frecuente.